# 양산 통도사 청동은입사향완 (보물 제1354호)
통도사 청동은입사향완(通度寺 靑銅銀入絲香垸)은 대한민국 경상남도 양산시 하북면, 통도사 성보박물관에 있는 조선시대의 향완이다.
2002년 10월 19일 대한민국의 보물 제1354호로 지정되었다.

## 개요
국내에 전해져 오는 고려·조선시대 고배형 청동은입사향완(高杯形靑銅銀入絲香완) 가운데 가장 큰 것으로, 넓은 테두리(口緣部)가 둘러진 밥그릇(鉢) 모양의 몸체(身部)에 나팔모양의 다리(臺部)로 이루어진 전형적인 고배형식의 향완이다.
몸체부에는네 곳에 서로 대칭되게 범자(梵字)가 은판입사된 4조의 원문(圓紋)을 배치한 다음, 그 사이 공간에는 세선입사(細線入絲)의 연화당초문(蓮花唐草紋)과 여의두문(如意頭紋)이 전면적으로 장식되어 있다.
원반 모양의 대받침이 구비되어 있는 대부는 윗 부분에 긴 네모꼴의 복판(覆瓣) 연화문을 드리우고, 아랫 부분에는 두 날개를 활짝 편 채 구름 속을 날고 있는 봉황 한 쌍을 대칭되게 배치해 놓았다.
이 향완은 뒷면에 음각된 명문에 의해 1674년(강희 13년) 신애남(辛愛南)이 만들었음을 알려주고 있다.
고려시대 고배형 청동은입사향완의 전형을 따르고 있는 향완으로서 현존 유례가 많지 않은 조선시대 고배형 향완 가운데 조성시기와 주성장인·봉안사찰이 명확하게 밝혀진 명문이 남아있을 뿐 아니라, 유교가 득세했던 조선시대 후기의 조성임에도 불구하고 대형인 점과 은입사기법이 빼어나고 문양이 섬세하며 몸체와 다리부분은 별도로 주조하여 결합한 새로운 결구방식을 보여주고 있어 미술사적 의의가 있다 하겠다.

## 같이 보기
- 향완

## 참고 자료
- 통도사 청동 은입사 향완 - 국가유산청 국가유산포털